# Seeta Devi

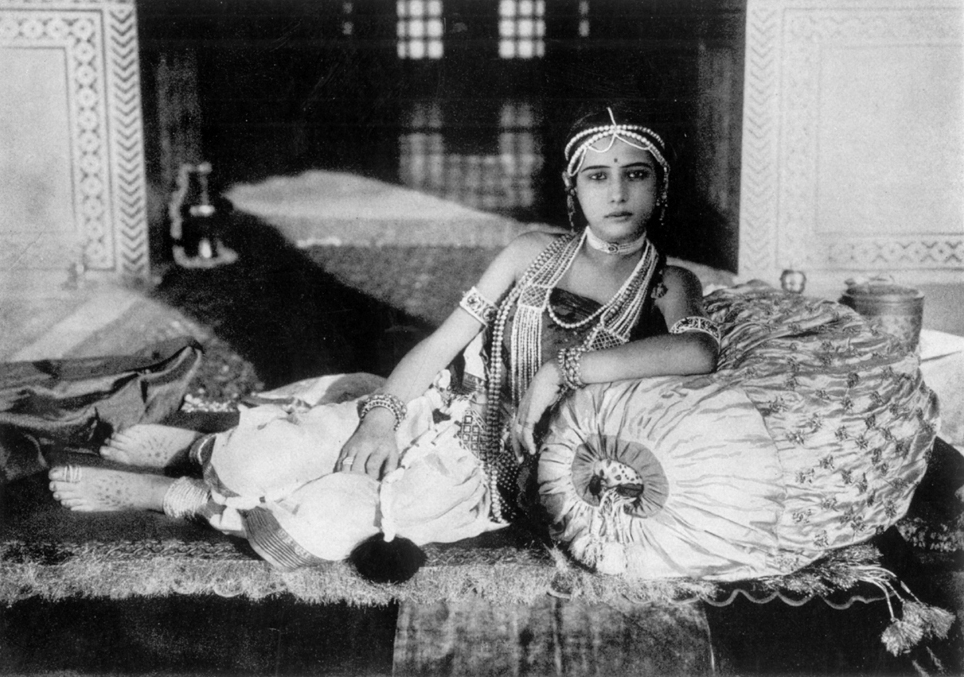
Seeta Devi in Die Leuchte Asiens

Seeta Devi (Hindi: सीता देवी, Sītā Devī; bürgerlicher Name: Renee Smith; * 1912; † unbekannt) war eine indische Stummfilmschauspielerin.

## Leben
Seeta Devi ist anglo-indischer Herkunft. Sie begann als Theaterschauspielerin bei Dhiren Ganguly. Den Künstlernamen Seeta Devi bekam sie von Himansu Rai, der sie 1925 in Die Leuchte Asiens, einer deutsch-indischen Koproduktion über das Leben Gautama Buddhas, als Gopa (Frau und später Anhängerin Buddhas) besetzte. Der deutsche Regisseur Franz Osten drehte außer diesem noch zwei weitere Stummfilme – Shiraz und Prapancha Pash – in Indien, in denen Seeta Devi ebenfalls Hauptrollen spielte. In Charu Roys Verfilmung einer beliebten Legende The Loves of a Mughal Prince (1928) übernahm sie die Rolle der Kurtisane Anarkali. Unter dem Regisseur Priyanath Ganguly spielte sie in den 1920er Jahren am häufigsten und war dabei mehrfach neben Durgadas Bannerjee und Patience Cooper besetzt.
Es wird angenommen, dass sowohl Renee Smith als auch ihre Schwester Percy Smith unter dem Künstlernamen „Seeta Devi“ auftraten.

## Filmografie
- 1925: Die Leuchte Asiens (Prem Sanyas)
- 1926: Krishnakanter Will
- 1927: Durgesh Nandini
- 1928: Sarala
- 1928: Das Grabmal einer großen Liebe (Shiraz)
- 1928: The Loves of a Mughal Prince
- 1929: Kapal Kundala
- 1929: Schicksalswürfel (Prapancha Pash)
- 1930: Naseeh Ni Balihari
- 1930: Kal Parinaya
- 1930: Bharat Ramani
- 1931: Kashmir Nu Gulab
- 1932: Shikari